# رجل يدعى أوف (رواية)
رجل يُدعى أوفي ( (بالسويدية: En man som heter Ove)‏ </link> ,pronounced ‎[ɛn ˈmanː sɔm ˈhěːtɛr ˈǔːvɛ]‏</link> ) هي رواية أولى للكاتب السويدي فريدريك باكمان نشرتها دار فوروم باللغة السويدية  2012. نُشرت الرواية باللغة الإنجليزية عام 2013 ووصلت إلى قائمةنيويورك تايمز لأكثر الكتب مبيعًا بعد 18 شهرًا من نشرها وبقيت ضمن القائمة لمدة 42 أسبوعًا. 
حوّلت الرواية إلى فيلمين:رجل يدعى أوف، وقد عُرض لأول مرة في السويد في 25 ديسمبر 2015، وأدى الممثل رولف لاسجارد الدور الرئيسي فيه، وفيلم رجل يدعى أوتو، الذي صدر في 30 ديسمبر 2022، وأدى توم هانكس الدور الرئيسي في الفيلم.

## إلهام
استلهم باكمان قصة الرواية بعد قراءة مقال عن رجل يُدعى أوف أصيب بنوبة أثناء شراء التذاكر في متحفٍ فنّي. ارتبط باكمان على الفور بهذا الرجل إذ كان يدعي أنه "لا يجيد التحدّث إلى الناس".  بدأ باكمان بكتابة مدونات بعنوان "أنا رجل يُدعى أوف". في النهاية، أدرك أن كتاباته يمكن أن تخلق شخصية خيالية مثيرة للاهتمام. 

## الشخصيات
- أوف - رجل أرمل غاضب يبلغ من العمر 59 عامًا أُجبر على التقاعد
- سونيا — زوجة أوف المتوفاة
- بارفانه - جارة أوف، وهي امرأة حامل من أصل إيراني وأم لطفلين
- باتريك - زوج بارفانه
- رون - صديق أوف السابق الذي أصبح عدوًا له وجاره في ذات الوقت، وقد أصيب بمرض الزهايمر
- أنيتا - زوجة رون
- أدريان - ساعي بريد الحي
- جيمي - الجار ذو الوزن الزائد

## الاقتباسات

### الفيلم
حوّلت الرواية إلى فيلم بنفس الاسم "رجل يدعى أوف"، وهو فيلم سويدي صدر في 25 ديسمبر 2015،  من تأليف وإخراج هانيس هولم وبطولة رولف لاسجارد بدور أوف.  رُشّح الفيلم لستة جوائز، وفاز باثنين في حفل توزيع جوائز Guldbagge رقم 51 في عام 2016. رشّح لفئتي أفضل فيلم بلغة أجنبية وأفضل مكياج وتصفيف شعر في حفل توزيع جوائز الأوسكار التاسع والثمانين.    كما صدر فيلم مقتبس باللغة الإنجليزية يسمىرجل يدعى أوتو، من بطولة وإنتاج توم هانكس.

### المسرح
في يناير 2015، عُرضت نسخة مسرحية من الكتاب لأول مرة في ستوكهولم، من بطولة يوهان ريبورج في الدور الرئيسي بدور أوف.

## روابط خارجية
- موقع فريدريك باكمان
- رجل يدعى أوف  في قاعدة بيانات الأفلام على الإنترنت (بالإنجليزية) </img>

قالب:Fredrik Backman